# یادبود ملی ووپاتکی
یادبود ملی ووپاتکی (Wupatki National Monument) یک پارک یادبود ملی در ایالت آریزونا در آمریکا است.
مساحت این پارک ۱۴۲ کیلومتر مربع است.
این پارک حاوی مخروبه‌هایی از قبیله‌های کهن سرخ‌پوستان پبلو در آمریکاست.

## نگارخانه

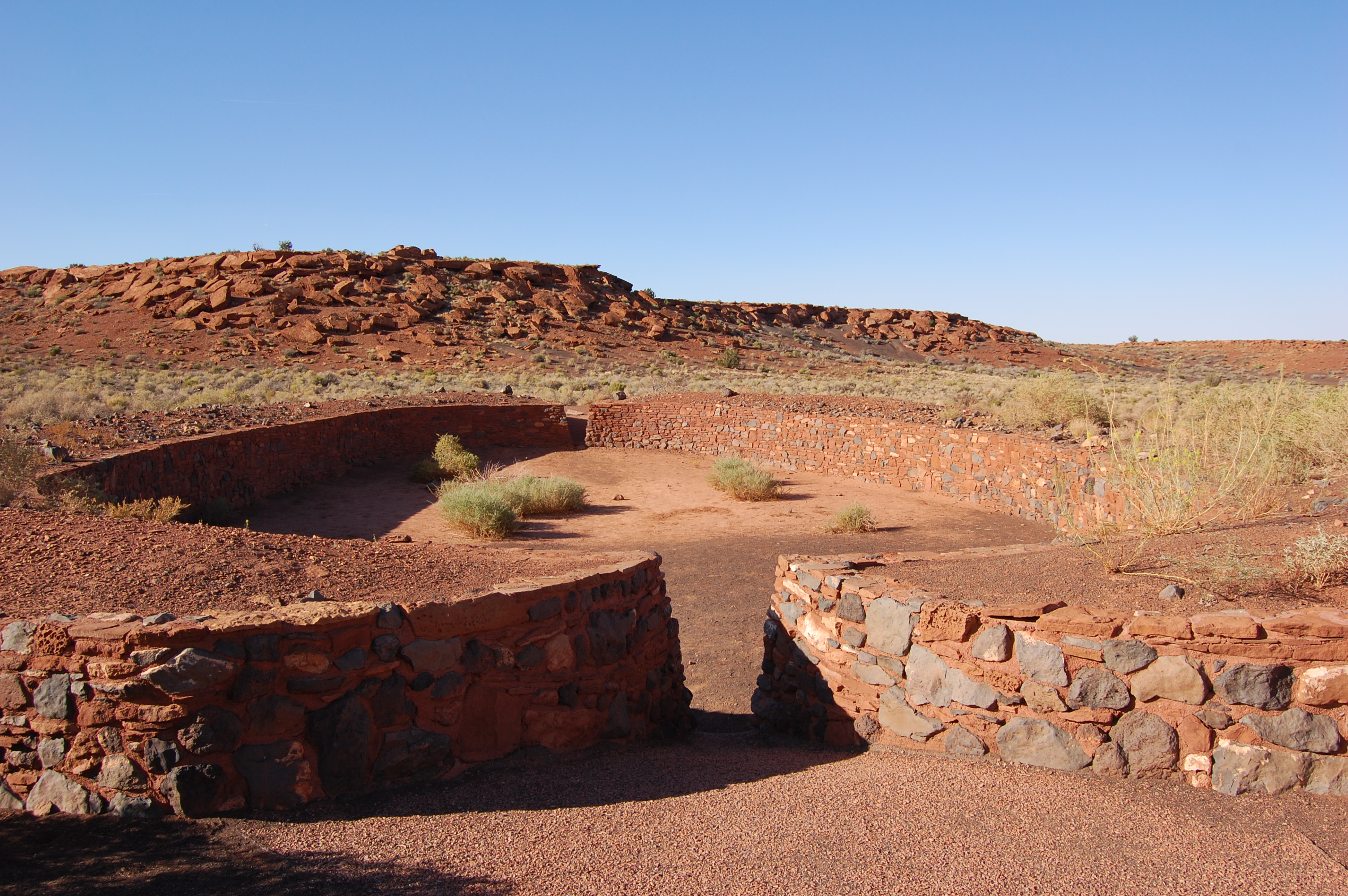
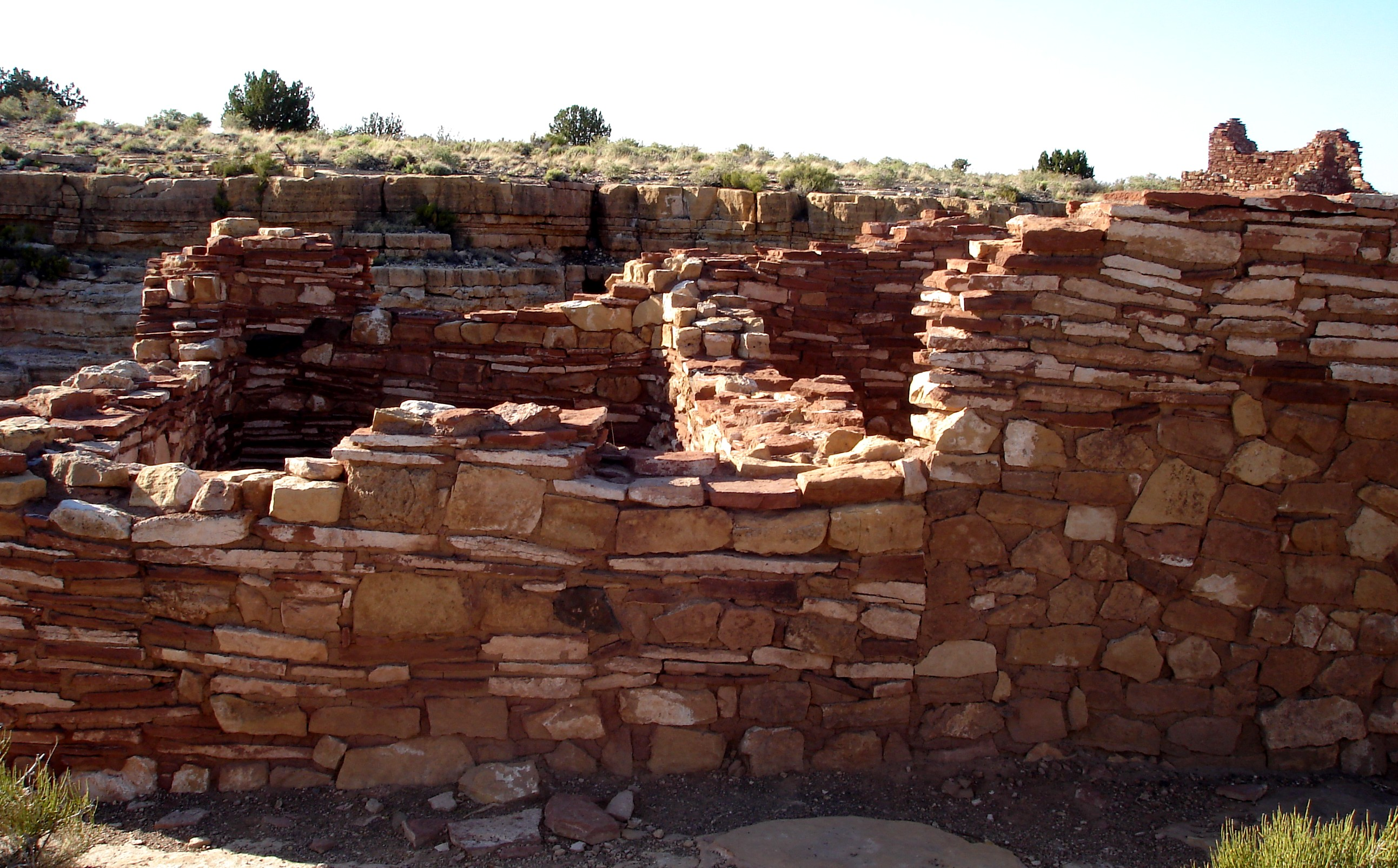